# Live from SoHo
Live from SoHo is een live-ep, van de rockgroep Linkin Park. Het kwam op 4 maart 2008 uit in de iTunes Store als iTunes-exclusive.

## Achtergrondinformatie
Het is de achttiende uitvoering van de iTunes' Live from Soho-serie van exclusieve ep's. Dit album bestaat uit zes opnames van de bands opdreden in de Apple Store te SoHo, van 20 februari in dat jaar. In de tracklist bevindt zich ook een akoestische versie van My December, waarbij Mike Shinoda de keyboard bespeelt en Chester Bennington de zang voor zijn rekening neemt.

## Opmerkingen
- "Given Up"

Bennington deed de oorspronkelijk achttien secondes durende schreeuw in tweeën. Daarnaast had het nummer een verlengde outro, dat sinds de Europese tour van begin 2008 wordt gebruikt. De studioversie staat op het album Minutes to Midnight.
- "Shadow of the Day"

Bennington fluisterde na het eerste refrein de woorden "Don't Go", zoals gebruikelijk is tijdens live optredens. De studioversie staat op het album Minutes to Midnight.
- "My December"

Het nummer werd akoestisch uitgevoerd met alleen de keyboard als muzikale begeleiding. De songtekst is het enige dat ongewijzigd is gebleven ten opzichte van de originele studioversie uit 2000. De studioversie staat op de Japanse editie van Hybrid Theory.
- "In Pieces"

Bennington sprak tijdens de outro de woorden "Don't Lie, to Me", zoals gebruikelijk is tijdens live optredens. De studioversie staat op het album Minutes to Midnight.
- "Bleed It Out"

Het nummer had alleen de semi-instrumentaal verlengde outro met de eveneens verlengde gitaarsolo van Brad Delson. Dit in tegenstelling tot concerten, waarbij de intro, de brug, de semi-instrumentaal verlengde outro en/of de snelle outro worden gebruikt. De studioversie staat op het album Minutes to Midnight.

## Tracklist
# - Titel

1. "Wake"

2. "Given Up"

3. "Shadow of the Day"

4. "My December" (Akoestisch)

5. "In Pieces"

6. "Bleed It Out"
Lengte

01:39

03:28

04:16

03:51

03:59

03:26

## Bandleden
| Lid                    | Functie                                            |
| ---------------------- | -------------------------------------------------- |
| Chester Bennington     | Leadzanger, ritmische gitarist (3)                 |
| Rob Bourdon            | Drummer                                            |
| Brad Delson            | Leadgitaar                                         |
| Dave "Phoenix" Farrell | Bassist                                            |
| Joseph Hahn            | dj, sampling                                       |
| Mike Shinoda           | Achtergrondzang, MC, keyboards, ritmische gitarist |

Emily Armstrong · Chester Bennington · Rob Bourdon · Colin Brittain · Brad Delson 
Dave Farrell · Joe Hahn · Scott Koziol · Mike Shinoda · Mark Wakefield